# 夏威夷湯鯉
夏威夷湯鯉（學名：Kuhlia sandvicensis），為輻鰭魚綱鱸形目鱸亞目湯鯉科的其中一種，廣泛於太平洋的各島嶼淡水、半鹹水及海域，深度0-20公尺，本魚體橢圓而側扁，眼大，下頷突出，體色銀色，頭部及背部深灰色，尾鰭後緣黑色，體被小櫛鱗，背鰭硬棘10枚；背鰭軟條11-12枚；臀鰭硬棘3枚；臀鰭軟條11-12枚，體長可達25公分，棲息在溪流、河口、內灣底中層水域，以底棲性無脊椎動物為食，生活習性不明，可作為食用魚及遊釣魚。